# Beauraing
Beauraing (in vallone Biarin) è un comune belga di 8 449 abitanti situato nella provincia vallona di Namur.
Il comune di Beauraing è nato nel 1977 dalla fusione di Beauraing, Dion, Felenne, Feschaux, Focant, Froidfontaine, Honnay, Javingue, Martouzin-Neuville, Pondrôme, Vonêche, Wancennes, Wiesme e Winenne.

## Apparizione Mariana
In questa piccola cittadina nel sud del Belgio, la Madonna sarebbe apparsa 33 volte a cinque ragazzi tra il 29 novembre 1932 e il 3 gennaio 1933 lasciando vari messaggi.
Il 18 maggio 1985, durante un pellegrinaggio in Belgio, Giovanni Paolo II ha voluto incontrare due dei cinque ragazzi ancora in vita.